# Estadio Romeo Neri
El estadio Romeo Neri de Rimini es un estadio multiusos, hoy utilizado principalmente para los partidos en casa del Rimini Football Club.

## Historia
El área en la que se construye el actual Romeo Neri ha albergado los partidos de Rímini desde sus inicios.
Al principio el campo pasó a llamarse prado della Sartona, nombre que deriva de la condesa Teresa Sartoni, propietaria del terreno desde 1812. Con la muerte de la aristócrata, el terreno fue heredado por una orden religiosa que creó el orfanato Pio Felice; sin embargo, el nombre del campo siguió vinculado a su antigua propietaria. En ese terreno, en los límites de la superficie cubierta de hierba, se encontraba el nuevo hipódromo Flaminio, inaugurado en 1911 en sustitución del antiguo hipódromo de San Gaudenzo.
La decisión de construir una instalación deportiva en lugar del hipódromo se tomó en 1932; las obras comenzaron en enero de 1933 según un diseño del ingeniero Virginio Stramigioli y finalizaron aproximadamente un año después.
En esta fase se construyó el velódromo de hormigón y tres gradas (separadas entre sí), hasta un total de 4.000 butacas, además de tres gimnasios, pista y plataformas para atletismo y servicios. La estructura, que recibió el título de " Estadio del Littorio ", acogió la llegada de la etapa del Giro de Italia el 2 de junio de 1934.
Al final de la Segunda Guerra Mundial, el nombre del estadio pasó a ser simplemente "Comunale" (en español, "Municipal"), y después de su muerte recibió el nombre del gimnasta Romeo Neri. Neri fue el primer riminés que participó en unos Juegos Olímpicos y, posteriormente, ganó una medalla de oro (ganó tres en los Juegos de Los Ángeles de 1932), además de ser cuatro veces campeón nacional absoluto.
En los años siguientes, se construyeron gradas adicionales. El primer graderío se erigía sobre la actual preferencia, a partir de la década de 1950, y se creoó la curva este en las décadas de 1970 y 1980, cerca del campo de juego. Posteriormente, este último sector fue eliminado, para ser reubicado más allá de la pista de atletismo en el nuevo milenio.
El estadio fue renovado por primera vez en 1976 y por segunda vez en 2005, para su homologación a los requisitos exigidos para participar en Serie B.
Antes de la construcción del estadio de los Piratas (inaugurado en 1973), la infraestructura fue sede de los partidos locales de Rimini Baseball durante algunos años. Entre otros acontecimientos, en Neri también se han disputado tres Superbowls de fútbol americano italiano (en 1984, 1987 y 1990) y una semifinal del campeonato europeo de fútbol femenino (1993). A pesar de la opinión negativa del Ayuntamiento, en el bienio 2010-2012 también se jugaron aquí los partidos en casa de la Serie D del Real Rimini, es decir, del antiguo Valleverde Riccione tras el cambio de nombre y colores del club.
En octubre de 2014, por iniciativa de la afición de la Curva Este, las gradas del sector de preferencia fueron repintadas de blanco y rojo con la inscripción "RIMINI 1912".
Entre el verano y el otoño de 2015, la anterior superficie de césped natural fue sustituida por una nueva de césped sintético.
En octubre de 2019 finalizaron las obras de adaptación del sistema de iluminación para adaptar el estadio a los estándares de la Serie C, utilizando un total de 96 focos.
En 2023 acogió la prueba de sonido y la sesión inicial de la gira Vasco Live XXIII de Vasco Rossi .

## Datos técnicos
- Asientos en tribuna central: 1.193
- Asientos en tribuna del lado este: 689
- Asientos en tribuna del lado oeste: 689
- Asientos en preferencia: 3.225
- Asientos en la curva este: 1.639
- Asientos en la curva oeste: 2.313
- Plazas reservadas para personas con discapacidad: 50
- Asientos en la galería de prensa: 52
- Capacidad total : 9.768 asientos

## Otros proyectos
- Wikimedia Commons alberga una categoría multimedia sobre Estadio Romeo Neri.